# Психометрический вступительный экзамен в Израиле
Психометрический вступительный экзамен (ивр. הבחינה הפסיכומטרית‎, также психометрия — ивр. הפסיכומטרי‎, также психотест) — единый стандартизованный тест для поступления в израильские высшие учебные заведения.
Психометрический вступительный экзамен проводится Израильским центром экзаменов и оценок (ИЦЭО). При поступлении в большинство вузов удельный вес психометрии примерно равен удельному весу аттестата зрелости. Результаты экзамена действительны в течение 7 лет со дня проведения экзамена. Участвовать в экзамене можно неограниченное количество раз, однако минимальный промежуток времени между экзаменами составляет около 6 месяцев. Для подсчета вступительного балла вузы используют наивысшую из всех действительных оценок.
Экзамен составлен из тестов, включающих в себя вопросы множественного выбора (англ. multiple choice) по трем направлениям: словесное (вербальное) мышление, количественное мышление (математические способности) и английский язык. С 2012 года экзамен включает в себя написание эссе на заданную тему, оценка за эссе включается в оценку за словесное мышление.
Некоторые вузы принимают во внимание оценки за каждое из направлений в отдельности. Суммарная оценка выставляется по шкале от 200 до 800 баллов.
Психометрический экзамен проводится на нескольких языках: иврите, арабском, русском и французском. Также проводится комбинированный экзамен (мешулав, ивр. משולב‎) на английском и иврите, с пояснениями на семи языках, включая русский, и без задач на знание редких слов. Экзамены на иврите и арабском проводится четыре раза в году, на русском, французском, и комбинированный экзамен — два раза в году.

## Цель экзамена
По заявлению ИЦЭО:

Психометрический экзамен — это средство прогнозирования шансов на успех в занятиях в высших учебных заведениях. Экзамен позволяет разместить всех абитуриентов на единой шкале оценок. По сравнению с другими видами экзаменов он в меньшей степени подвержен влиянию различных субъективных факторов. Психометрический экзамен не является идеальным средством отбора: он успешно предсказывает результаты в большинстве случаев, однако случается, что студенты не смогли сдать психометрический экзамен, однако успешно завершили учебу, и наоборот. Тем не менее, многочисленные исследования показывают, что психометрический экзамен дает правильный прогноз: в большинстве случаев абитуриенты, получившие высокую оценку, достигают бо́льших успехов в учебе, чем те, кто получил низкую оценку. Установлено также, что среди разных средств отбора сочетание результата психометрического экзамена и оценок аттестата зрелости является наилучшим способом прогнозирования. 
 Психометрический экзамен предоставляет большим группам населения, обладающим высоким потенциалом, дополнительную возможность поступить в высшие учебные заведения. Также, психометрический экзамен переводится на несколько языков, что позволяет использовать единую шкалу для оценки абитуриентов-израильтян и тех абитуриентов, которые не обладают израильским аттестатом зрелости или чьим родным языком не является иврит.

## Структура экзамена
Психотест состоит из 8 частей множественного выбора (4 варианта ответа на каждый вопрос), на каждую из частей отводится 20 минут, и одной части письменного задания (сочинение, или эссе), на которое отводится 30 минут на иврите, и 35 на русском, английском, французском и испанском языках. Нет перерыва между частями, любой перерыв за счет времени сдающего экзамен. Нельзя переходить к следующей части до получения соответствующего указания или возвращаться к уже пройденной части. В каждой части от 20 до 23 (в словесной части на иврите) вопросов равного веса. Из восьми частей только шесть влияют на оценку, по две части каждого из трех видов (количественное мышление, словесное мышление, английский). Две части являются т. н. «пилотными» и служат для контроля качества новых вопросов и сравнения сложности экзаменов, сдаваемых в разные даты. Абитуриентам неизвестно, какая из частей является пилотной, и ИЦЭО настоятельно рекомендует относиться ко всем частям экзамена одинаково.
Абитуриенты получают три оценки: общую, в которой части количественного и словесного мышления составляют по 40 %, а английский — 20 % от суммарной оценки, «гуманитарно-ориентированную» (с акцентом на оценку по словесному мышлению — 60 %, математика и английский — по 20 %), и «научно-ориентированную», где 60 % получают за раздел количественного мышления, а по 20 % — за словесное и английский.
В вопросах множественного выбора (т. н. «американская система») — на каждый вопрос приведено 4 варианта ответов. Абитуриенту предлагают выбрать ответ, наиболее полно отвечающий на поставленный вопрос. Правильный ответ на вопрос улучшает оценку, неправильный не ухудшает её: то есть если абитуриент затрудняется выбрать правильный ответ, стоит попытаться угадать его. Два и более отмеченных ответа на один и тот же вопрос аннулируют ответ (засчитываются как ответ неверный).
На экзамене запрещено пользование калькуляторами, словарями и любым другим вспомогательным материалом.

### Словесное мышление
При оценке вербального (словесного) мышления проверяются навыки и способности, необходимые для академических занятий: способности понимать и анализировать сложный печатный текст и способность точно и системно мыслить. В письменном задании оцениваются два параметра: языковое оформление и содержание.

### Количественное мышление
Части психотеста, относящиеся к количественному (математическому) мышлению выявляют способности использовать числа и математические понятия при решении задач и способность анализировать информацию, данную в графической форме, в виде таблиц или схем. Для успешного выполнения этих частей психотеста необходимо знание лишь элементарных основ математики, поскольку проверяется не знание математики, а способность к математическому мышлению. Эквивалентом этому уровню знаний является уровень математики 8 класса советской школы или уровень 3 единиц математики израильской школы.

### Английский язык
Часть английского языка создана для того, чтобы проверить способность абитуриента понять текст академического уровня на английском языке. Кроме того, в соответствии с результатом английской части происходит распределение абитуриента на определенный уровень изучения английского в вузе.

## Оценка за экзамен
Оценки за психометрический экзамен обычно становятся известны через месяц после проведения экзамена. Оценка также автоматически рассылается в университеты Израиля и те вузы, которые указал абитуриент при записи на экзамен. Некоторые колледжи вовсе не требуют от абитуриентов прохождения психотеста, а некоторые другие готовы принять абитуриента с неудовлетворительными результатами выпускных экзаменов, при условии высокой оценки за психотест.
Среднее значение оценки за психометрический экзамен колеблется около 540, при этом оценки распределяются с заметным отличием от нормального распределения.
Оценки 800 и 200 баллов являются абсолютными и могут быть получены в случае ответа на все вопросы без исключения правильно и неправильно, соответственно. Оценки между 800 и 200 баллов являются относительными и зависят не только от общего количества правильных ответов, но также от результатов других экзаменующихся и статистики предыдущих экзаменов.

### Распределение оценок
По данным ИЦЭО:
| процентиль | баллы |
| ---------- | ----- |
| 98й        | ≥725  |
| 95й        | ≥700  |
| 91й        | ≥675  |
| 85й        | ≥650  |
| 78й        | ≥625  |
| 70й        | ≥600  |
| 62й        | ≥575  |
| 53й        | ≥550  |
| 45й        | ≥525  |
| 36й        | ≥500  |
| 28й        | ≥475  |
| 21й        | ≥450  |
| 15й        | ≥425  |
| 10й        | ≥400  |
| 6й         | ≥375  |
| 3й         | ≥350  |

## Полемика вокруг психометрического экзамена
Поскольку от оценки за психометрический экзамен зависит поступление в вуз, психотест занимает важное место в дискуссиях о высшем образовании. Экзамен постоянно является предметом критики. В частности, известно высказывание проф. Амнона Рубинштейна на посту министра образования: «Если бы в моё время существовал этот экзамен, я не смог бы поступить в университет». Неоднократно Кнессет рассматривал законопроекты об отмене экзамена или ограничении его влияния.
Известно, что оценка за экзамен в немалой степени зависит от опыта в решении специфических для экзамена задач. Благодаря этому, существуют и пользуются спросом многочисленные фирмы, специализирующиеся на подготовке к этому экзамену. Заявляется, что такая ситуация способствует дискриминации по экономическому статусу, поскольку семьи с низким уровнем дохода не могут позволить себе оплатить курс подготовки. С другой стороны, ИЦЭО опубликовал исследование, показывающее, что подготовка на специальных курсах способна увеличить оценку лишь незначительно по сравнению с самостоятельной подготовкой. Существует и аргумент (применимый также к тестам на IQ) о том, что этот экзамен дискриминирует людей с определённым типом мышления, отличающимся от типа мышления составителей экзамена, а качеством, которое проверяет психотест, является сама способность решать психотест.
Периодически поднимается также вопрос о дискриминации по языку экзамена. Так, у сдающих экзамен на арабском языке итоговая оценка в среднем на 100 баллов ниже. Д-р Йоав Коэн, директор ИЦЭО, заявил, что этот феномен отражает разрыв в уровне образования, получаемого в разных секторах израильского образования, но, несмотря ни на что, психометрический экзамен является благоприятным фактором, корректирующим социальное неравенство и дающим шанс выпускникам периферийных школ. По материалам «Конгресса русскоязычных журналистов и деятелей искусств Израиля» в то время как проходной балл на половину факультетов составлял 536, средний балл экзаменующихся на иврите был 564, на русском же — 495. К этому положению приводят разнообразные причины — от проблем системы изучения иврита новыми репатриантами до сложностей самоидентификации школьников. Разница может также быть вызвана уменьшением количества репатриантов, которые способны хорошо сдавать экзамен на русском языке из-за своего длительного пребывания в Израиле.. Возможным решением проблемы в последнем случае может быть предлагаемый ИЦЭО комбинированный экзамен (мешулав)..
При приеме в университеты вес оценки за психометрический экзамен равен весу среднего балла аттестата зрелости. Таким образом, важность психотеста, к которому готовятся в течение короткого срока (обычно несколько месяцев), сравнивается с важностью школьных выпускных экзаменов, к которым готовятся в течение нескольких лет. Такое положение воспринимается многими, как непропорциональное. С другой стороны существует аргумент о том, что таким образом дается шанс тем, кто по каким-либо причинам не смог добиться успехов в рамках школы. Сторонники психометрического экзамена, в частности, руководство университетов, утверждают, что не нужно преувеличивать важность результатов любых конкретных экзаменов. В любом случае они будут отсеивать заданную часть абитуриентов, а их основной целью должен быть прогноз успеха в программе высшего образования; но именно сочетание оценок за психометрический экзамен и аттестат зрелости позволяет сделать наилучший прогноз успеха абитуриента.

## Интересные факты
- По статистике ИЦЭО, абитуриент, сдающий экзамен дважды и трижды, заметным образом улучшает оценку.
- Юноши получают оценку в среднем на 40 баллов выше, чем девушки.
- Ранее в экзамене присутствовал раздел «общие знания» с вопросами по географии, истории и мировой культуре.
- Вероятность получить низший балл (200), отвечая наудачу, — при 168 оцениваемых вопросах в тесте составляет {\displaystyle \left({\tfrac {3}{4}}\right)^{168}\approx {\tfrac {1}{9.77\times 10^{20}}}}, что примерно равно вероятности выиграть в Израильской национальной лотерее трижды подряд[13]. Случайный выбор ответов дает математическое ожидание в 44 правильных ответа.

### Официальные
- Израильский национальный институт тестирования и оценок (недоступная ссылка) (англ.)
- Психометрия — информационная брошюра и образец теста

### Новостные
- Сколько стоит получить высокую оценку по психометрии? // cursorinfo, 31 марта 2014
- Отмена психометрии в Израиле // Учебный центр Окей 26.02.2014 [неавторитетный источник]
- Государство подминает под себя центры подготовки к психометрии // izrus, 06.10.2008
- Неужели отменят психотест? // «Интересные новости», 29/08/2001
- Министр просвещения планирует отменить психотест. // «Интересные новости», 22/05/2006
- В Кнессет подан проект закона об отмене психометрии. // newsru.co.il 18/02/2008
- Новшества в психометрическом экзамене. // IsraelInfo 28/02/2010 [неавторитетный источник]